# Sericoptera mexicaria
Sericoptera mexicaria är en fjärilsart som beskrevs av Achille Guenée 1858. Sericoptera mexicaria ingår i släktet Sericoptera och familjen mätare. Inga underarter finns listade i Catalogue of Life.